# Temnothorax sentosus
Temnothorax sentosus is een mierensoort uit de onderfamilie van de Myrmicinae. De wetenschappelijke naam van de soort werd in 1968 als Leonomyrma spinosa gepubliceerd door Arnol'di. Wanneer de soort in het geslacht Temnothorax wordt geplaatst, zoals gedaan door Ward et al., conflicteert die naam met Temnothorax spinosus (Forel, 1909). Ward, Brady, Fisher & Schultz publiceerden daarop in 2014 het nomen novum Temnothorax sentosus voor de soort.
De soort komt alleen voor in Kazachstan. Hij staat op de Rode Lijst van de IUCN als kwetsbaar.